# فابريسيو (لاعب كرة قدم مواليد مارس 1990)
فابريسيو دوس سانتوس ميسيس (بالبرتغالية: Fabrício dos Santos Messias) (مواليد 28 مارس 1990)، هو لاعب كرة قدم سابق كان يلعب كلاعب وسط.

## وصلات خارجية
- هذه المقالة غير مرتبط بويكي بيانات